# Полтавське єпархіальне давньосховище
Полтавське єпархіальне давньосховище — давньосховище, утворене 1906 при Полтавському церковно-археологічному комітеті за ініціативи єпископа Полтавського і Переяславського  Іоанна (Смирнова). 
Метою створення давньосховища було виявлення та збереження церковних старожитностей краю. Проект Полтавського церковного історико-археологічного комітету і давньосховища при ньому розробив дійсний член Петербурзького археологічного інституту, викладач історії Полтавської духовної семінарії В. О. Пархоменко.

## Історія створення та діяльність
Урочисте відкриття й освячення давньосховища відбулося 29 (16) вересня 1907 року. Завдяки зверненню єпископа до духовенства єпархії до музею постійно надходили предмети церковної старовини, пам'ятки місцевої історії та культури, а також відомості краєзнавчого характеру з історії парафій, церков, монастирів, населених пунктів, окремих архітектурних споруд. 
Для консультацій і допомоги в систематизації отриманих матеріалів комітетом запрошувалися відомі вчені й музейні діячі — Микола Біляшівський, Кость Мощенко, Орест Левицький, Григорій Павлуцький та ін. 
1909 хранитель давньосховища священик Володимир Трипольський видав каталог давньосховища  з детальним описом 8-ми розділів його експозиції та складу бібліотеки . Зібрання музею включало цінні пам'ятки історії, етнографії, мистецтва України та краю — понад 300 рукописів і стародруків 16—18 ст., предмети церковного вжитку, зразки шитва й облачення 15—18 ст., ікони, портрети діячів Церкви та ін. Велику історико-культурну вартість мали експонати розділу друку й писемності, до якого входили такі унікальні пам'ятки, як рукописне Пересопницьке Євангеліє 1557 з автографом Івана Мазепи (нині зберігається в НБУВ); Євангеліє львівського друку 1636, на якому, за переказами, присягав гетьман Б.Хмельницький під час Переяславської ради 1654; видання Віленської, Чернігівської, Московської, Новгород-Сіверської, Почаївської та ін. відомих друкарень 17—18 ст. Значна кількість музейних предметів у свій час була пожертвувана місцевим церквам козацькою старшиною і пов'язана з історією козацтва на Полтавщині. 
1915 зібрання давньосховища передано Природничо-історичному музею Полтавського губернського земства. Нині вцілілі його пам'ятки зберігаються у фондах Полтавського краєзнавчого музею, деякі колекції — у Полтавському художньому музеї та Музеї історії Полтавської битви (у складі державного історико-культурного заповідника «Поле Полтавської битви»).